# Dat gloria vires
 Dat gloria vires  лат. (изговор:  дат глорија вирес). Слава даје снагу. (Секст Проперције)

## Поријекло изреке
Ову изреку је изрекао у првом вијеку старе ере римски песник елегија Проперције.

## Тумачење
Слава и моћ. Слава даје снагу, али не и мјеру тој снази. Зато је двосјекла.